# Isognathus australis
Isognathus australis Clark, 1917 è un lepidottero appartenente alla famiglia Sphingidae, endemico del Brasile.

## Descrizione

### Adulto

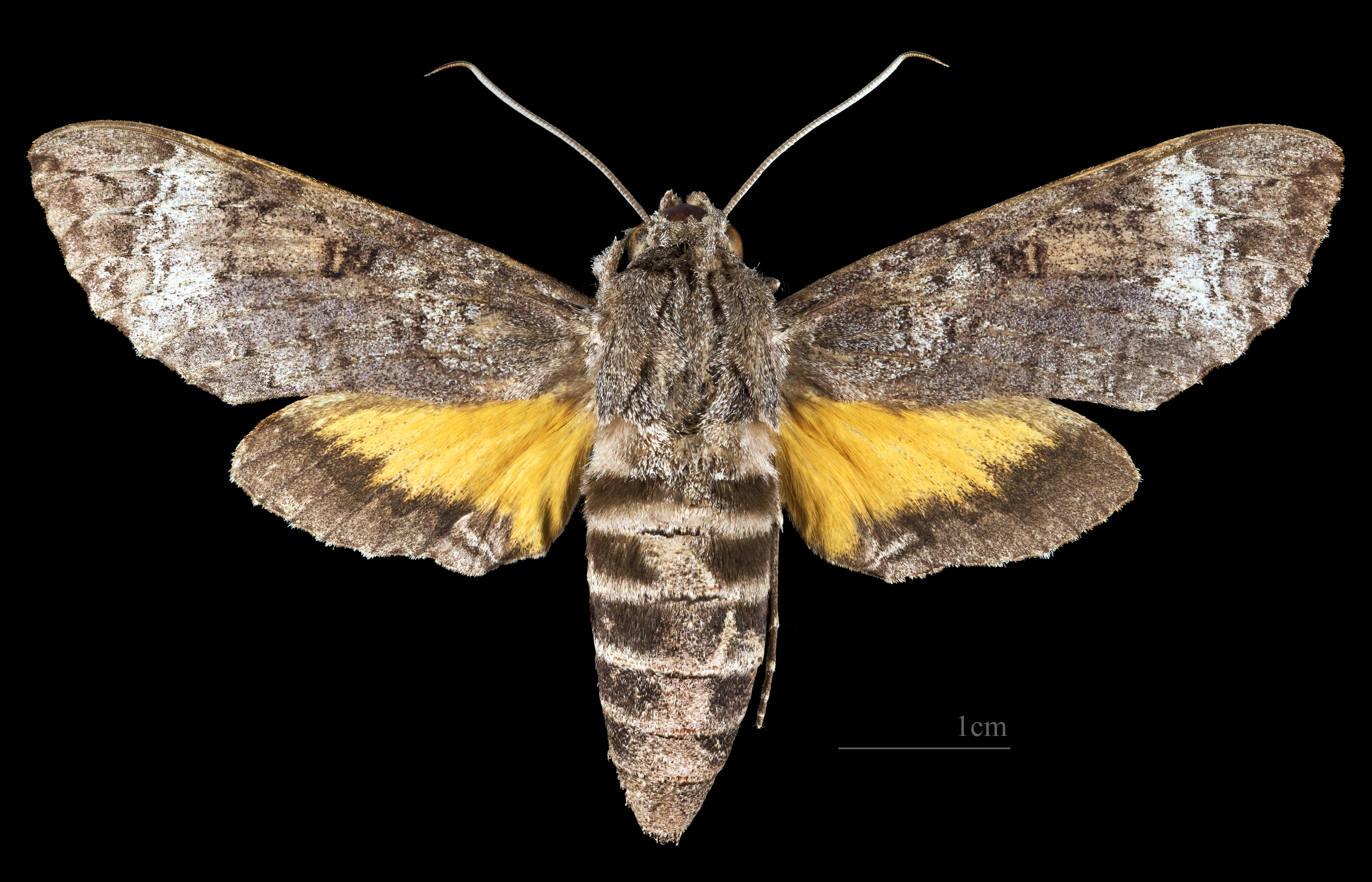
♀
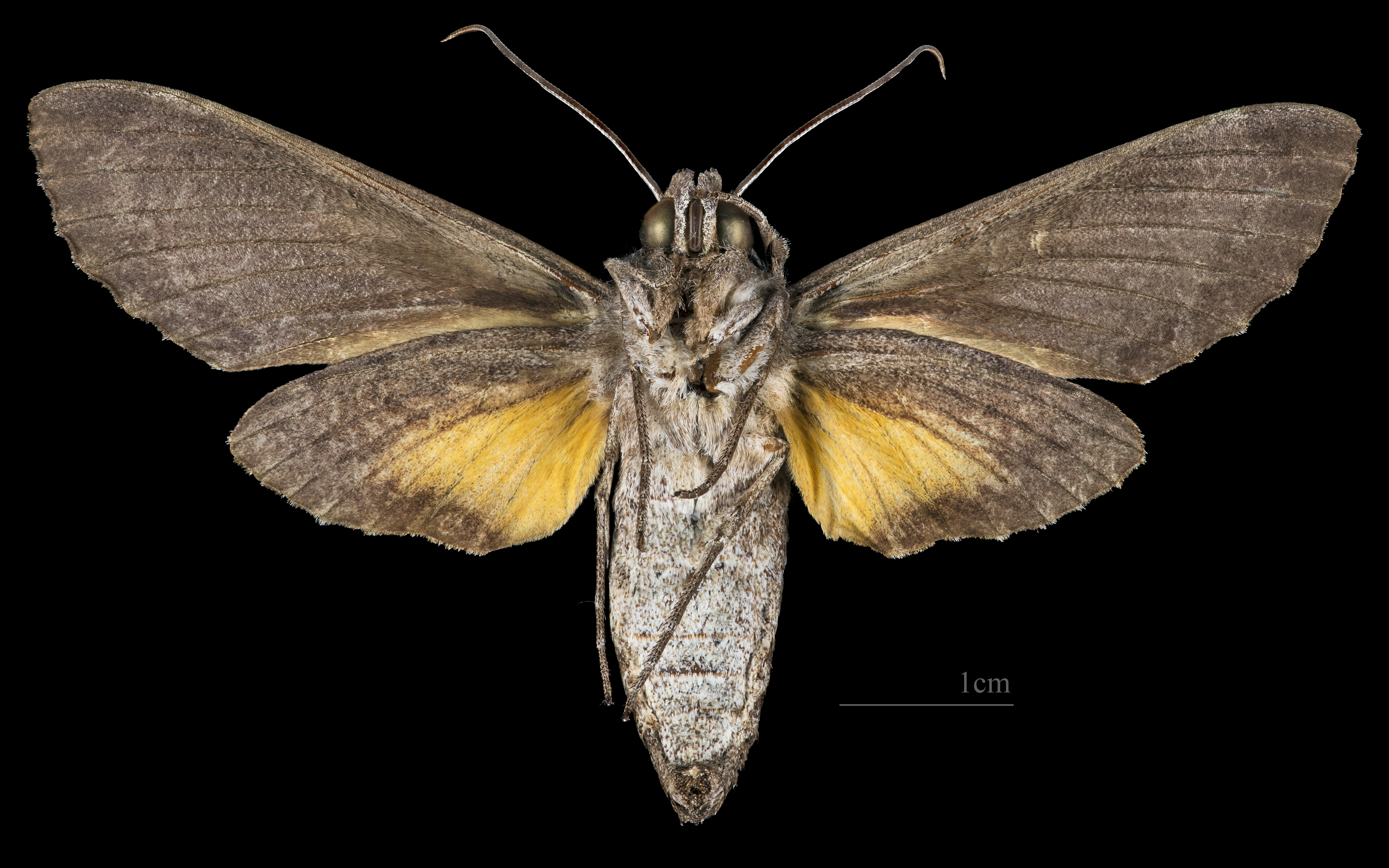
♀ △

Le ali sono più strette rispetto sia a I. rimosa, sia a I. allamandae.

La colorazione di fondo della pagina superiore dell'ala anteriore è brunastra, ombreggiata di bianco, con linee nere trasversali più marcate nel maschio; più in dettaglio, in quest'ultimo si osservano due fasce nere tra M3 e CuA1, e tra CuA1 e CuA2 (assenti nella femmina), entrambe meno marcate che in I. rimosa ed in I. allamandae, la prima di circa 3 mm e la seconda di circa 2 mm di lunghezza.

La pagina inferiore è rosso-brunastra, tranne per una campitura giallastra nella parte basale posteriore, in prossimità del margine interno.

L'ala posteriore è tinta di un giallo acceso che occupa i quattro quinti basali della pagina superiore, giungendo fino al termen all'altezza dell'angolo anale, mentre il resto della fascia marginale (qui più larga che in I. allamandae) appare alquanto scura e nettamente in contrasto rispetto al resto dell'ala. Le linee discali appaiono scure.

La pagina inferiore riprende il motivo cromatico della superiore, con la fascia terminale più stretta e più scura in prossimità dell'angolo anale (4 mm di larghezza anziché uno solo, come nel caso di I. allamandae), e si osserva un'ampia banda grigio-brunastra sul margine costale, che giunge fino ad Rs.

L'apice dell'ala anteriore non è falcato. Il termen è solo lievemente dentellato e convesso; sulla pagina ventrale risulta più scuro in corrispondenza del tornus.

Le antenne sono sottili, non clavate e leggermente uncinate alle estremità, con una lunghezza pari a circa la metà della costa.

Il torace è brunastro dorsalmente, ma più pallido sulla superficie ventrale.

L'addome assume le stesse tonalità del torace.

L'apertura alare del maschio è di 70 mm (lievemente maggiore di I. allamandae); la femmina è un po' più grande.

### Larva
Il bruco è cilindrico, con il capo piccolo e nerastro. Il cornetto caudale sull'ottavo urotergite è lungo e filiforme.

### Pupa
Le crisalidi sono adectiche ed obtecte; appaiono nerastre, lucide e striate di arancione, con un cremaster poco sviluppato; si rinvengono entro bozzoli dalle pareti sottili, posti negli strati superficiali della lettiera del sottobosco.

## Distribuzione e habitat

La specie è un endemismo del Brasile nordorientale

Questa specie rappresenta un endemismo del Brasile nordorientale (locus typicus: fiume Ururaí).
L'habitat è rappresentato da foreste tropicali, dal livello del mare fino a modeste altitudini.

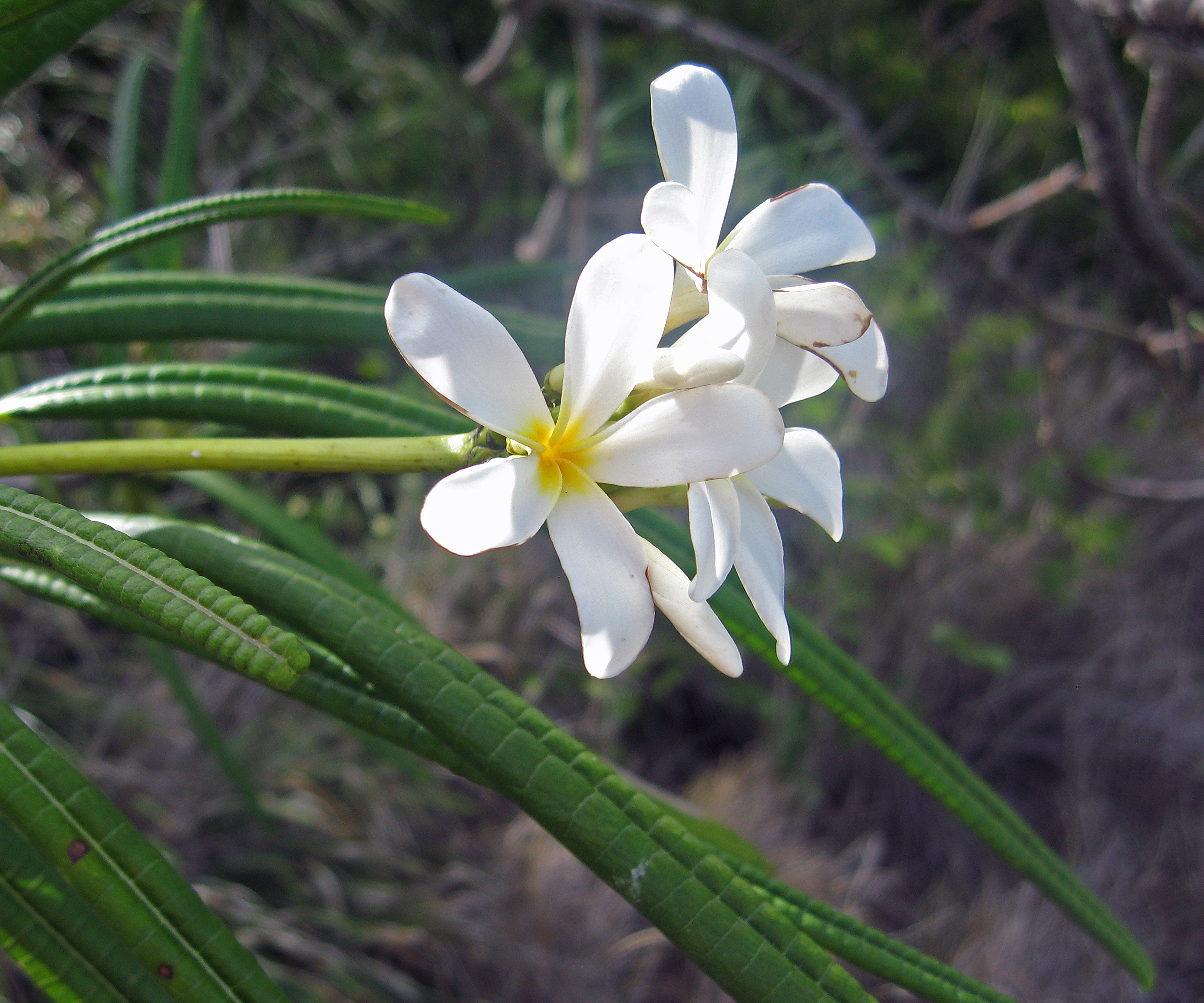
Plumeria alba

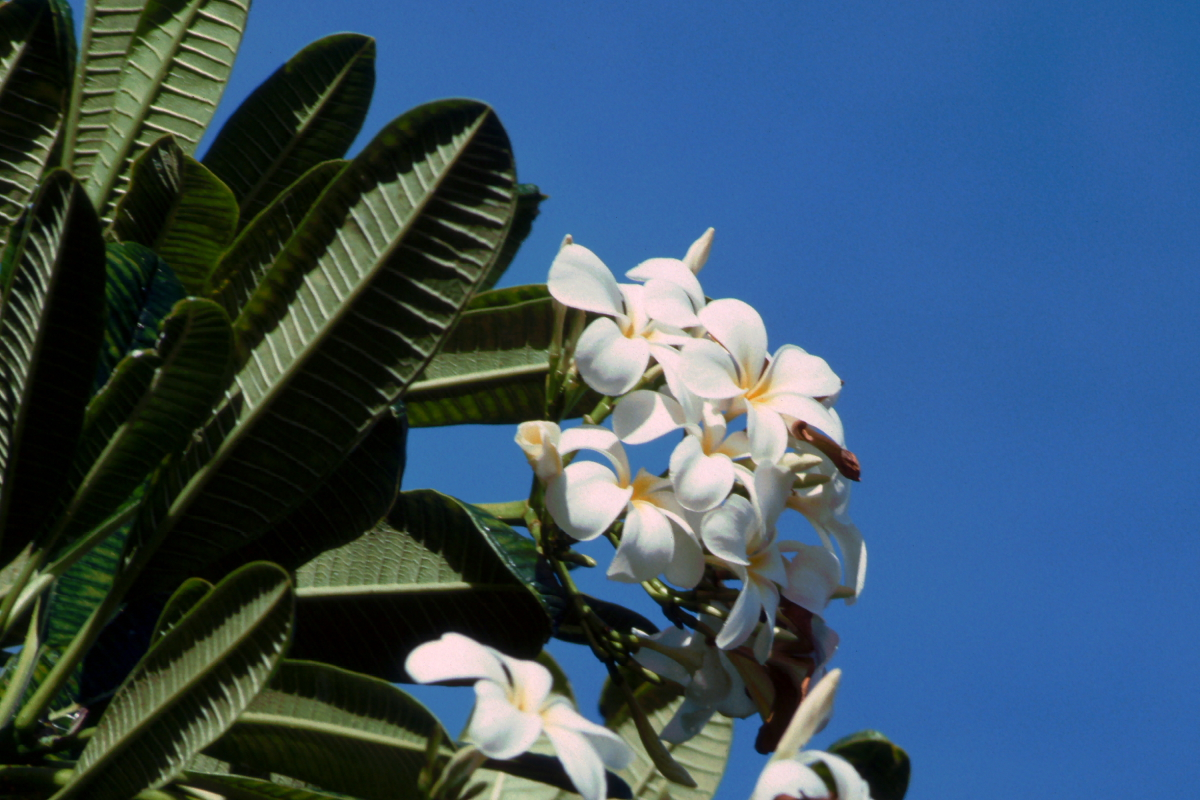
Plumeria obtusa

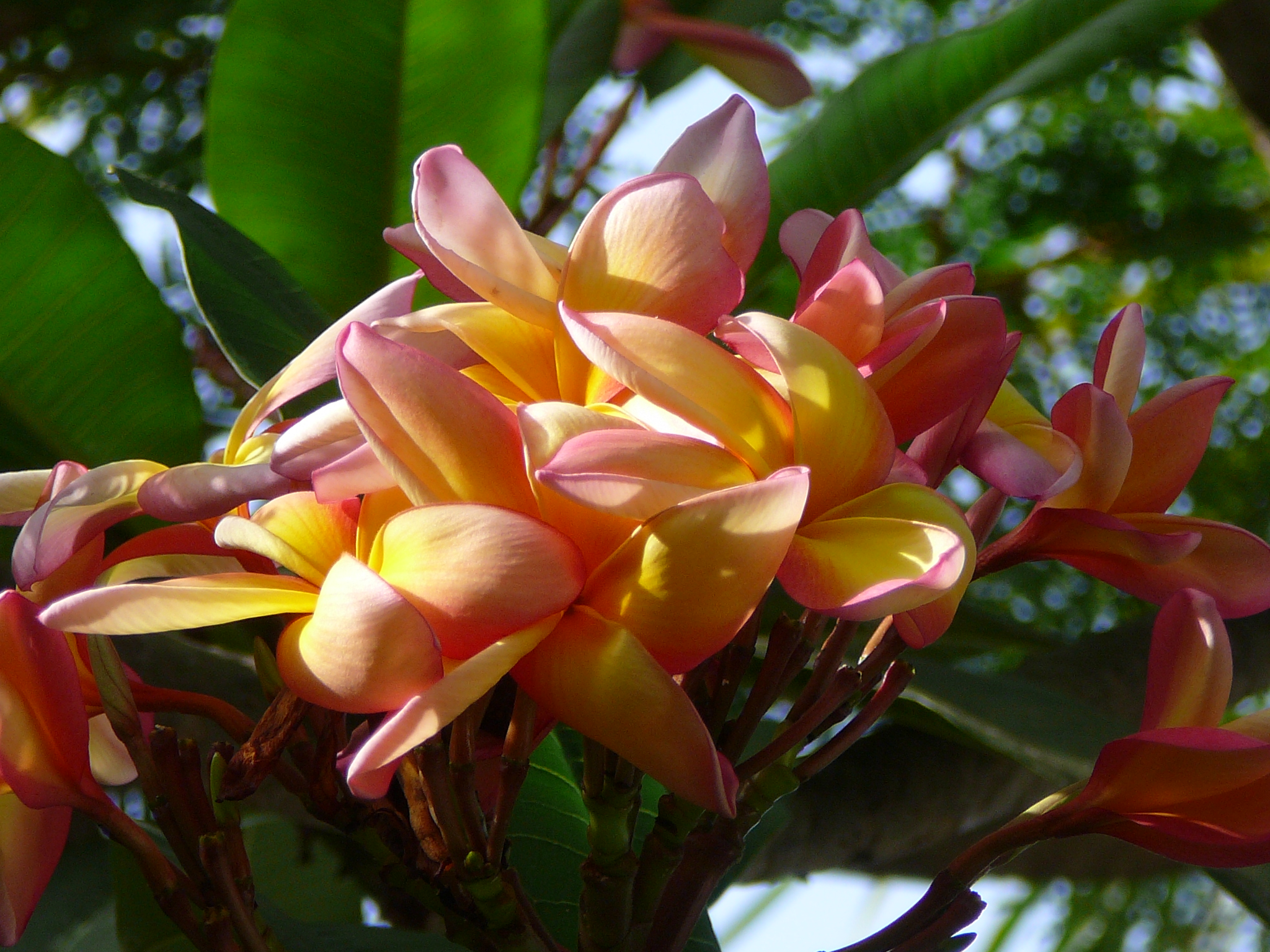
Plumeria rubra

## Biologia
La specie, come le sue congeneri, ha abitudini principalmente crepuscolari. Durante l'accoppiamento, le femmine richiamano i maschi grazie ad un feromone rilasciato da una ghiandola posta all'estremità addominale.

### Periodo di volo
La specie è multivoltina, con adulti che sfarfallano in tutti i mesi dell'anno.

### Alimentazione
Le piante ospiti sono membri del genere Plumeria L. (Frangipani, fam. Apocynaceae), tra cui:
- Plumeria acuminata W. T. Aiton
- Plumeria alba L.
- Plumeria obtusa L.
- Plumeria rubra L.

## Tassonomia

### Sottospecie
Non sono state segnalate sottospecie.

### Sinonimi
Non sono stati riportati sinonimi.